# Steve Walsh (muzyk)
Steve Walsh (ur. 15 czerwca 1951 w St. Joseph) – amerykański wokalista i klawiszowiec, były członek progresywno rockowego zespołu Kansas. Był także członkiem formacji Streets.